# Gemeine Sandbiene

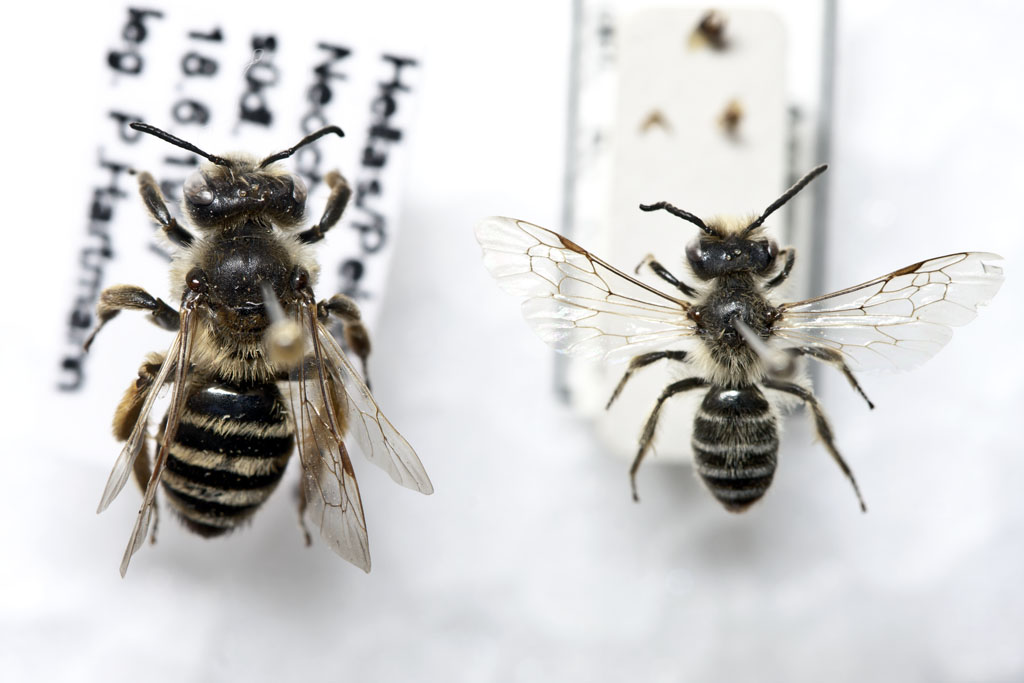
Links ♀, rechts ♂

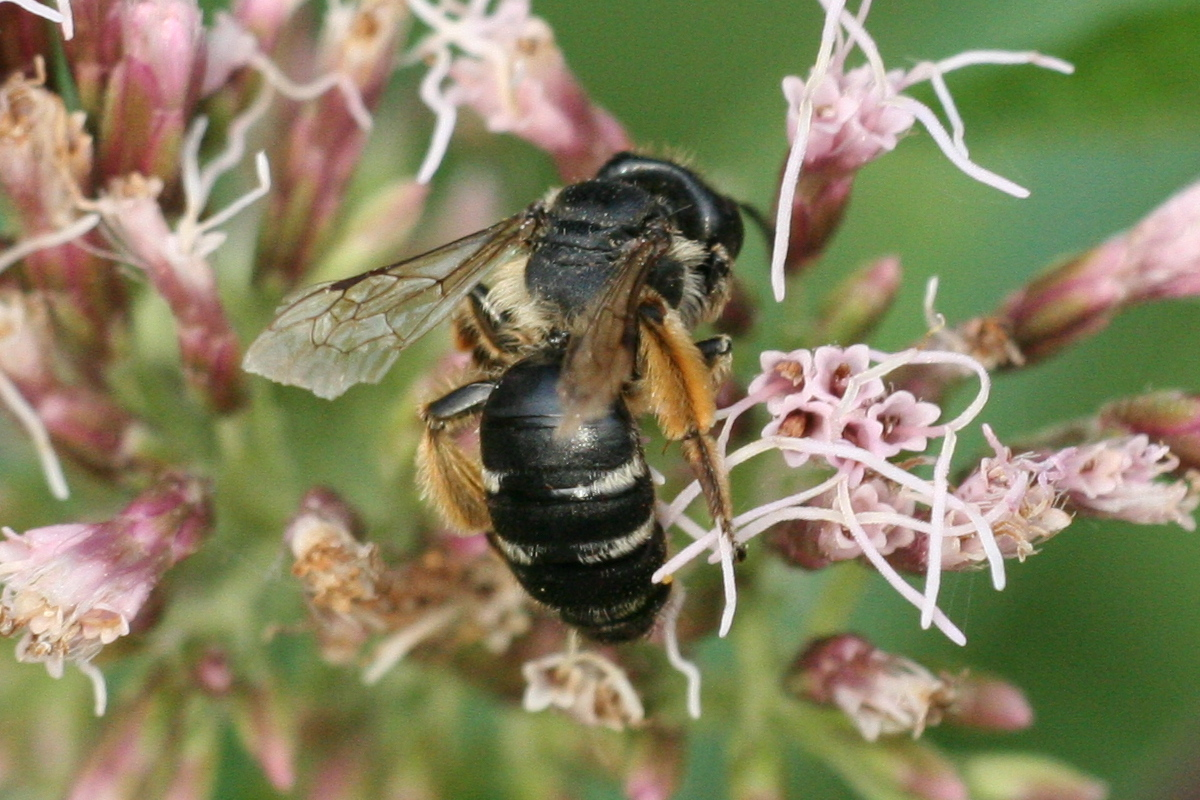
Altes Weibchen

Die Gemeine Sandbiene (Andrena flavipes) ist eine Biene aus der Gattung der Sandbienen (Andrena).

## Merkmale
Die Bienen werden zehn bis vierzehn Millimeter lang und ähneln der Honigbiene, jedoch mit deutlicheren Haarbinden am Ende der Tergite. Die Behaarung ist überwiegend hellbraun gefärbt. Im Alter kann sich allerdings fast die gesamte Behaarung außer den eher orange gefärbten Scopae abnutzen.

## Ähnliche Arten
Die Dicke Sandbiene Andrena gravida sieht der Gemeinen Sandbiene sehr ähnlich. Sie hat aber, anders als diese, helle Haare auf der Bauchseite. Außerdem ist sie univoltin und nur im Frühling zu finden.

## Vorkommen
Die Tiere kommen in fast ganz Europa vor. Sie leben an offenen Lebensräumen mit sandigen oder lehmigen Stellen, wie etwa an Waldrändern, Wiesen, Sand- und Kiesgruben und sandigen Heiden. Zum Nestbau benötigen die Weibchen schüttere bis unbewachsene Stellen am Boden. Die Bienen sind bivoltin, fliegen also in zwei Generationen pro Jahr. Die erste Generation fliegt von Mitte März (Männchen) bzw. Anfang April (Weibchen) bis Ende Mai, die zweite von Ende Juli bis in den September hinein. Sie sind in Mitteleuropa häufig, insbesondere in sandigen Lebensräumen.

## Lebensweise
Sie ernähren sich polylektisch vom Nektar und Pollen einer Reihe verschiedener Pflanzen, vorwiegend von Doldengewächsen (Apiaceae), Korbblütlern (Asteraceae), Kreuzblütlern (Brassicaceae), Hahnenfußgewächsen (Ranunculaceae), Rosengewächsen (Rosaceae) und Weidengewächsen (Salicaceae).
Die Weibchen graben Erdnester, wobei in einem Nest zwei bis drei Brutzellen ca. 16 bis 23 Zentimeter tief gegraben werden. Sie nisten oft in Kolonien (sog. Aggregationen), bei denen mehrere hundert Bienen ihre Nester nebeneinander anlegen können. Die Nestöffnungen bleiben tagsüber offen, nur nachts und vor Regen werden sie verschlossen. Die Bienen tragen Pollen in jede Brutkammer ein, in die dann das Weibchen ein Ei legt. Die Larven der Bienen werden von der Wespenbiene Nomada fucata parasitiert. Die Verpuppung erfolgt in einem Kokon.

## Belege